# Hongkong legmagasabb épületeinek listája
Hongkongban több mint 7840 toronyház található, ebből 1303, 100 méternél magasabb felhőkarcoló; utóbbiak közül 316 150 méternél is magasabb. Itt található a legtöbb felhőkarcoló a világon, csaknem kétszer annyi, mint a második helyezett New York-ban.

## Az épületek listája
A listában a 180 méternél magasabb épületek szerepelnek, a magasságba az antennák mérete nem számít bele. Az Év oszlopban a befejezés éve szerepel.
| #   | Név                                           | Kép                       | Magasság  | Emeletek             | Funkció              | Év                                                                                                   | Koordináták | Megjegyzések |
| --- | --------------------------------------------- | ------------------------- | --------- | -------------------- | -------------------- | --- | --- | --- |
| 1   | Nemzetközi Kereskedelmi Központ               |                           | 484       | 118                  | szálloda, iroda      | 2010                                                                                                 | é. sz. 22° 18′ 12″, k. h. 114° 09′ 37″22.303392°N 114.160169°ENemzetközi Kereskedelmi Központ                    | - A 12. legmagasabb épület a világon. - 2010 óta Hongkong legmagasabb épülete. - A világ legmagasabb szállodája található itt, a The Ritz-Carlton (Hongkong).                                                                                  |
| 2   | Nemzetközi Pénzügyi Központ, 2. torony        |                           | 416       | 88                   | iroda                | 2003                                                                                                 | é. sz. 22° 17′ 07″, k. h. 114° 09′ 33″22.285303°N 114.159269°ENemzetközi Pénzügyi Központ                        | - A 30. legmagasabb épület a világon. - A legmagasabb, 2000-es években befejezett épület. |
| 3   | Central Plaza                                 |                           | 374       | 78                   | iroda                | 1992                                                                                                 | é. sz. 22° 16′ 48″, k. h. 114° 10′ 25″22.280000°N 114.173611°ECentral Plaza                                      | - Itt található a világ legmagasabb temploma. |
| 4   | Bank of China Tower                           |                           | 367       | 70                   | iroda                | 1990                                                                                                 | é. sz. 22° 16′ 45″, k. h. 114° 09′ 41″22.279167°N 114.161389°EBank of China Tower                                | - A legmagasabb nem amerikai épület volt elkészültekor. |
| 5   | The Center                                    |                           | 346       | 73                   | iroda                | 1998                                                                                                 | é. sz. 22° 17′ 05″, k. h. 114° 09′ 16″22.284722°N 114.154444°EThe Centre                                         | [ 19 ] [ 20 ] [ 21 ] |
| 6   | Nina Tower                                    |                           | 320       | 80                   | szálloda, iroda      | 2007                                                                                                 | é. sz. 22° 22′ 07″, k. h. 114° 06′ 47″22.368611°N 114.113056°ENina Tower                                         | - Chűnván (Tsuen Wan) legmagasabb épülete. |
| 7   | One Island East                               |                           | 298       | 68                   | iroda                | 2008                                                                                                 | é. sz. 22° 17′ 10″, k. h. 114° 12′ 48″22.286056°N 114.213361°EOne Island East                                    | [ 24 ] [ 25 ] |
| 8   | Cheung Kong Centre                            |                           | 283       | 63                   | iroda                | 1999                                                                                                 | é. sz. 22° 16′ 46″, k. h. 114° 09′ 37″22.279444°N 114.160278°ECheung Kong Centre                                 | [ 26 ] [ 27 ] [ 28 ] |
| 9   | The Cullinan North Tower                      |                           | 270       | 68                   | lakóépület           | 2008                                                                                                 | é. sz. 22° 18′ 21″, k. h. 114° 09′ 39″22.305789°N 114.160911°EThe Cullinan North Tower                           | - Legmagasabb befejezett, kizárólagosan lakóépület funkciójú felhőkarcoló Hongkongban. |
| 9   | The Cullinan South Tower                      | 270                       | 68        | szálloda, lakóépület | 2008                 | é. sz. 22° 18′ 17″, k. h. 114° 09′ 38″22.304833°N 114.160628°EThe Cullinan South Tower               | [ 30 ] [ 31 ] | |
| 11  | The Masterpiece                               |                           | 261       | 64                   | szálloda, lakóépület | 2008                                                                                                 | é. sz. 22° 17′ 51″, k. h. 114° 10′ 26″22.297500°N 114.173889°EThe Masterpiece                                    | - Más néven Hanoi Road Redevelopment. |
| 12  | Sorrento 1                                    |                           | 256       | 75                   | lakóépület           | 2003                                                                                                 | é. sz. 22° 18′ 24″, k. h. 114° 09′ 41″22.306733°N 114.161367°ESorrento 1                                         | [ 34 ] [ 35 ] |
| 13  | Langham Place Office Tower                    |                           | 255       | 59                   | iroda                | 2004                                                                                                 | é. sz. 22° 19′ 08″, k. h. 114° 10′ 06″22.318836°N 114.168469°ELangham Place Office Tower                         | [ 36 ] [ 37 ] |
| 14  | Highcliff                                     |                           | 252       | 72                   | lakóépület           | 2003                                                                                                 | é. sz. 22° 15′ 54″, k. h. 114° 11′ 03″22.265000°N 114.184167°EHighcliff                                          | - A The Summit felhőkarcolóval együtt a helyi beceneve „Az evőpálcika”, a keskeny alakja miatt. |
| 15  | The Harbourside                               |                           | 251       | 73                   | lakóépület           | 2004                                                                                                 | é. sz. 22° 18′ 11″, k. h. 114° 09′ 41″22.303069°N 114.161500°EThe Harbourside                                    | [ 41 ] [ 42 ] |
| 16  | Manulife Plaza                                |                           | 240       | 52                   | iroda                | 1998                                                                                                 | é. sz. 22° 16′ 42″, k. h. 114° 11′ 05″22.278333°N 114.184611°EManulife Plaza                                     | [ 43 ] [ 44 ] |
| 17  | Sorrento 2                                    |                           | 236       | 66                   | lakóépület           | 2003                                                                                                 | é. sz. 22° 18′ 24″, k. h. 114° 09′ 43″22.306658°N 114.161819°ESorrento 2                                         | [ 35 ] [ 45 ] |
| 18  | The Harbourfront Landmark                     |                           | 233       | 70                   | lakóépület           | 2001                                                                                                 | é. sz. 22° 18′ 12″, k. h. 114° 11′ 35″22.303333°N 114.193056°EThe Harbourfront Landmark                          | [ 46 ] [ 47 ] |
| 19  | The Arch                                      |                           | 231       | 65                   | lakóépület           | 2005                                                                                                 | é. sz. 22° 18′ 12″, k. h. 114° 09′ 47″22.303400°N 114.162981°EThe Arch                                           | [ 48 ] [ 49 ] |
| 20  | Cosco Tower                                   |                           | 228       | 53                   | iroda                | 1998                                                                                                 | é. sz. 22° 17′ 08″, k. h. 114° 09′ 11″22.285431°N 114.153089°ECosco Tower                                        | [ 50 ] [ 51 ] |
| 21  | The Belcher’s Tower 5                         |                           | 227       | 61                   | lakóépület           | 2001                                                                                                 | é. sz. 22° 17′ 06″, k. h. 114° 08′ 01″22.285078°N 114.133708°EThe Belcher's Tower 5                              | [ 52 ] [ 53 ] |
| 21  | The Belcher’s Tower 6                         | 227                       | 61        | lakóépület           | 2001                 | é. sz. 22° 17′ 08″, k. h. 114° 08′ 00″22.285492°N 114.133428°EThe Belcher's Tower 6                  | [ 53 ] [ 54 ] | |
| 23  | Hopewell Centre                               |                           | 222       | 64                   | iroda                | 1980                                                                                                 | é. sz. 22° 16′ 28″, k. h. 114° 10′ 18″22.274514°N 114.171600°EHopewell Centre                                    | - A legmagasabb befejezett épület az 1980-as években. |
| 24  | The Belcher’s Tower 1                         |                           | 221       | 63                   | lakóépület           | 2000                                                                                                 | é. sz. 22° 17′ 05″, k. h. 114° 07′ 57″22.284692°N 114.132614°EThe Belcher's Tower 1                              | [ 53 ] [ 58 ] |
| 24  | The Belcher’s Tower 2                         | 221                       | 63        | lakóépület           | 2000                 | é. sz. 22° 17′ 05″, k. h. 114° 07′ 59″22.284594°N 114.133014°EThe Belcher's Tower 2                  | [ 53 ] [ 59 ] | |
| 26  | Tregunter 3                                   |                           | 220       | 66                   | lakóépület           | 1993                                                                                                 | é. sz. 22° 16′ 28″, k. h. 114° 09′ 10″22.274353°N 114.152739°ETregunter 3                                        | - A világ legmagasabb lakóépülete 1993-tól 2001-ig. |
| 27  | The Summit                                    |                           | 220       | 65                   | lakóépület           | 2001                                                                                                 | é. sz. 22° 15′ 56″, k. h. 114° 11′ 01″22.265528°N 114.183611°EThe Summit                                         | - A Highcliff felhőkarcolóval együtt a beceneve „Az evőpálcika”, keskeny alakja miatt. |
| 28  | Grand Promenade 2–5                           | —                         | 219       | 66                   | lakóépület           | 2005                                                                                                 | é. sz. 22° 17′ 07″, k. h. 114° 13′ 28″22.285236°N 114.224561°EGrand Promenade 2–5                                | [ 64 ] [ 65 ] |
| 29  | Sorrento 3                                    |                           | 218       | 64                   | lakóépület           | 2003                                                                                                 | é. sz. 22° 18′ 23″, k. h. 114° 09′ 45″22.306406°N 114.162481°ESorrento 3                                         | [ 35 ] [ 66 ] |
| 30  | LOHAS Park Phase 2B Le Prime Towers 6−8       |                           | 215       | 66                   | lakóépület           | 2011                                                                                                 | é. sz. 22° 17′ 39″, k. h. 114° 16′ 20″22.294253°N 114.272172°ELOHAS Park Phase 2B Le Prime Towers 6−8            | - mindhárom épülett jobb és bal oldalának külön neve van: - Tower 6, (B): Oxford, (J): Primroses - Tower 7, (B): Vision, (J): Pink Orchard - Tower 8, (B): Sunshine, (J): Flora                                                                |
| 31  | Sun Hung Kai Centre                           |                           | 215       | 56                   | iroda                | 1981                                                                                                 | é. sz. 22° 16′ 49″, k. h. 114° 10′ 37″22.280222°N 114.176947°ESun Hung Kai Centre                                | [ 75 ] [ 76 ] |
| 32  | The Belcher’s Tower 3                         |                           | 214       | 61                   | lakóépület           | 2001                                                                                                 | é. sz. 22° 17′ 05″, k. h. 114° 08′ 02″22.284697°N 114.133883°EThe Belcher's Tower 3                              | [ 53 ] [ 77 ] |
| 32  | The Belcher’'s Tower 8                        | 214                       | 61        | lakóépület           | 2001                 | é. sz. 22° 17′ 09″, k. h. 114° 07′ 60″22.285828°N 114.133264°EThe Belcher's Tower 8                  | [ 53 ] [ 78 ] | |
| 34  | Island Shangri-La                             |                           | 213       | 57                   | szálloda             | 1991                                                                                                 | é. sz. 22° 16′ 38″, k. h. 114° 09′ 51″22.277222°N 114.164167°EIsland Shangri-La                                  | - A legmagasabb bejezett szállodaépület a városban. |
| 35  | Victoria Towers 1                             |                           | 213       | 62                   | lakóépület           | 2003                                                                                                 | é. sz. 22° 18′ 08″, k. h. 114° 10′ 05″22.302131°N 114.168183°EVictoria Towers 1                                  | [ 81 ] [ 82 ] |
| 35  | Victoria Towers 2                             | 213                       | 62        | lakóépület           | 2003                 | é. sz. 22° 18′ 09″, k. h. 114° 10′ 06″22.302469°N 114.168428°EVictoria Towers 2                      | [ 82 ] [ 83 ] | |
| 35  | Victoria Towers 3                             | 213                       | 62        | lakóépület           | 2003                 | é. sz. 22° 18′ 10″, k. h. 114° 10′ 08″22.302694°N 114.168783°EVictoria Towers 3                      | [ 82 ] [ 84 ] | |
| 35  | Shining Heights                               |                           | 213       | 55                   | lakóépület           | 2009                                                                                                 | é. sz. 22° 19′ 31″, k. h. 114° 09′ 45″22.325331°N 114.162367°EShining Heights                                    | [ 85 ] |
| 39  | Sorrento 5                                    |                           | 212 (696) | 62                   | lakóépület           | 2003                                                                                                 | é. sz. 22° 18′ 23″, k. h. 114° 09′ 46″22.306269°N 114.162828°ESorrento 5                                         | [ 35 ] [ 86 ] |
| 39  | Indi Home                                     |                           | 212 (696) | 56                   | lakóépület           | 2005                                                                                                 | é. sz. 22° 21′ 58″, k. h. 114° 07′ 06″22.366181°N 114.118250°EIndi Home                                          | [ 87 ] [ 88 ] [ 89 ] |
| 42  | LOHAS Park Phase 1 The Capitol Tower 1        |                           | 210 (689) | 61                   | lakóépület           | 2009                                                                                                 | é. sz. 22° 17′ 43″, k. h. 114° 16′ 17″22.295239°N 114.271458°ELOHAS Park Phase 1 The Capitol Tower 1             | - A bal oldal neve Banff Tower, a jobb oldalé Florence Tower. |
| 42  | LOHAS Park Phase 1 The Capitol Tower 2        | 210                       | 61        | lakóépület           | 2009                 | é. sz. 22° 17′ 44″, k. h. 114° 16′ 18″22.295669°N 114.271606°ELOHAS Park Phase 1 The Capitol Tower 2 | - A bal oldal neve Lucerne Tower, a jobb oldalé Madrid Tower.                                                    | |
| 42  | LOHAS Park Phase 3A Hemera Tower 1            |                           | 210       | 60                   | lakóépület           | 2014                                                                                                 | é. sz. 22° 17′ 48″, k. h. 114° 16′ 10″22.296589°N 114.269394°ELOHAS Park Phase 3A Hemera Tower 1                 | - Másik neve Diamond Tower. |
| 42  | LOHAS Park Phase 3A Hemera Tower 2            | 210                       | 60        | lakóépület           | 2014                 | é. sz. 22° 17′ 49″, k. h. 114° 16′ 11″22.296839°N 114.269778°ELOHAS Park Phase 3A Hemera Tower 2     | - Másik neve Emerald Tower.                                                                                      | |
| 42  | Nemzetközi Pénzügyi Központ, 1. torony        |                           | 210       | 38                   | iroda                | 1998                                                                                                 | é. sz. 22° 17′ 07″, k. h. 114° 09′ 25″22.285144°N 114.156856°EOne International Finance Centre                   | [ 96 ] [ 97 ] |
| 47  | Grand Promenade 1                             |                           | 209       | 63                   | lakóépület           | 2005                                                                                                 | é. sz. 22° 17′ 06″, k. h. 114° 13′ 27″22.285022°N 114.224097°EGrand Promenade 1                                  | [ 65 ] [ 98 ] [ 99 ] |
| 47  | Grand Promenade 6                             | 209                       | 63        | lakóépület           | 2005                 | é. sz. 22° 17′ 06″, k. h. 114° 13′ 30″22.284981°N 114.225094°EGrand Promenade 6                      | [ 65 ] [ 100 ] [ 101 ]                                                                                           | |
| 49  | MetroPlaza Tower 2                            |                           | 209       | 47                   | iroda                | 1992                                                                                                 | é. sz. 22° 21′ 27″, k. h. 114° 07′ 35″22.357486°N 114.126342°EMetroPlaza Tower 2                                 | [ 102 ] [ 103 ] |
| 50  | The Hermitage 1–3                             | The_Hermitage_(Hong_Kong) | 207       | 55                   | lakóépület           | 2011                                                                                                 | é. sz. 22° 19′ 04″, k. h. 114° 09′ 54″22.317683°N 114.165061°EThe Hermitage 1–3                                  | [ 104 ] [ 105 ] |
| 50  | One Silversea 1-8                             |                           | 207       | 46                   | lakóépület           | 2006                                                                                                 | é. sz. 22° 19′ 32″, k. h. 114° 09′ 16″22.325489°N 114.154347°EOne Silversea 8                                    | |
| 51  | Sorrento 6                                    |                           | 206       | 60                   | lakóépület           | 2003                                                                                                 | é. sz. 22° 18′ 22″, k. h. 114° 09′ 48″22.306133°N 114.163247°ESorrento 6                                         | [ 35 ] [ 106 ] |
| 51  | LOHAS Park Phase 1 The Capitol Tower 3        |                           | 206       | 59                   | lakóépület           | 2009                                                                                                 | é. sz. 22° 17′ 46″, k. h. 114° 16′ 18″22.296119°N 114.271731°ELOHAS Park Phase 1 The Capitol Tower 3             | - A bal oldal neve Milan Tower, a jobb oldalé Montreal Tower. |
| 51  | LOHAS Park Phase 1 The Capitol Tower 5        | 206                       | 59        | lakóépület           | 2009                 | é. sz. 22° 17′ 47″, k. h. 114° 16′ 19″22.296486°N 114.271881°ELOHAS Park Phase 1 The Capitol Tower 5 | - A bal oldal neve Oslo Tower, a jobb oldalé Venice Tower.                                                       | |
| 51  | LOHAS Park Phase 2C Le Splendeur Towers 9–11  |                           | 206       | 63                   | lakóépület           | 2012                                                                                                 | é. sz. 22° 17′ 41″, k. h. 114° 16′ 23″22.294736°N 114.273078°ELOHAS Park Phase 2C Le Splendeur Towers 9–11       | - Mindhárom épület bal és jobb oldalának van neve: - Tower 9, (B): Almond Blossom, (J): Bouquet - Tower 10, (B): Flamingos, (J): Irises - Tower 11, (B): Meadowland, (J): Morning Haze                                                         |
| 51  | Bellagio Tower 1–5                            |                           | 206       | 64                   | lakóépület           | 2005                                                                                                 | é. sz. 22° 21′ 57″, k. h. 114° 03′ 43″22.365919°N 114.061956°EBellagio Tower 1–5                                 | [ 117 ] |
| 56  | Citibank Plaza                                |                           | 206       | 51                   | iroda                | 1992                                                                                                 | é. sz. 22° 16′ 43″, k. h. 114° 09′ 39″22.278700°N 114.160700°EHong Kong Police Headquarters: May (Arsenal) House | [ 118 ] [ 119 ] |
| 56  | May House                                     |                           | 206       | 47                   | kormányzati épület   | 2004                                                                                                 | é. sz. 22° 16′ 44″, k. h. 114° 10′ 05″22.278775°N 114.167961°EHong Kong Police Headquarters: May (Arsenal) House | - Másik neve Arsenal House. |
| 58  | Metro Town Tower 1                            |                           | 205       | 62                   | lakóépület           | 2006                                                                                                 | é. sz. 22° 18′ 18″, k. h. 114° 15′ 10″22.304883°N 114.252717°EMetro Town Tower 1                                 | [ 122 ] [ 123 ] |
| 58  | Metro Town Tower 2                            | 205                       | 62        | lakóépület           | 2006                 | é. sz. 22° 18′ 17″, k. h. 114° 15′ 09″22.304619°N 114.252428°EMetro Town Tower 2                     | [ 123 ] [ 124 ] [ 125 ]                                                                                          | |
| 58  | Four Seasons Place                            |                           | 205       | 55                   | szálloda, lakóépület | 2005                                                                                                 | é. sz. 22° 17′ 12″, k. h. 114° 09′ 25″22.286547°N 114.156833°EFour Seasons Hotel Hong Kong                       | [ 126 ] [ 127 ] |
| 61  | Hysan Place                                   |                           | 204       | 36                   | iroda, kereskedelmi  | 2012                                                                                                 | é. sz. 22° 16′ 47″, k. h. 114° 11′ 01″22.279800°N 114.183600°EHysan Place                                        | - |
| 62  | Island Resort Tower 1–2                       |                           | 202       | 60                   | lakóépület           | 2001                                                                                                 | é. sz. 22° 15′ 59″, k. h. 114° 15′ 01″22.266458°N 114.250144°EIsland Resort Tower 1–2                            | [ 130 ] [ 131 ] |
| 62  | Island Resort Tower 3–5                       | 202                       | 60        | lakóépület           | 2001                 | é. sz. 22° 15′ 56″, k. h. 114° 15′ 05″22.265592°N 114.251428°EIsland Resort Tower 3–5                | [ 130 ] [ 132 ]                                                                                                  | |
| 62  | Island Resort Tower 6–7                       | 202                       | 60        | lakóépület           | 2001                 | é. sz. 22° 15′ 58″, k. h. 114° 15′ 05″22.266211°N 114.251444°EIsland Resort Tower 6–7                | [ 130 ] [ 133 ]                                                                                                  | |
| 62  | Island Resort Tower 8–9                       | 202                       | 60        | lakóépület           | 2001                 | é. sz. 22° 16′ 00″, k. h. 114° 15′ 03″22.266708°N 114.250769°EIsland Resort Tower 8–9                | [ 130 ] [ 134 ]                                                                                                  | |
| 66  | China Online Centre                           |                           | 201       | 52                   | iroda                | 2000                                                                                                 | é. sz. 22° 16′ 45″, k. h. 114° 10′ 42″22.279211°N 114.178361°EChina Online Centre                                | [ 135 ] [ 136 ] |
| 67  | LOHAS Park Phase 2A Le Prestige Towers 1–3, 5 |                           | 200       | 61                   | lakóépület           | 2010                                                                                                 | é. sz. 22° 17′ 35″, k. h. 114° 16′ 21″22.293108°N 114.272625°ELOHAS Park Phase 2A Le Prestige Towers 1–3, 5      | - Mind a négy épület bal és jobb oldalának külön neve van: - Tower 1, (B): Moon Light, (J): Mona Lisa - Tower 2, (B): Swan Lake, (J): Sunflower - Tower 3, (B): Four Seasons, (J): Starry Night - Tower 5, (B): Blue Danube, (J): Water Lilies |
| 67  | LOHAS Park Phase 1 The Capitol Tower 6        |                           | 200       | 57                   | lakóépület           | 2009                                                                                                 | é. sz. 22° 17′ 49″, k. h. 114° 16′ 20″22.296944°N 114.272114°ELOHAS Park Phase 1 The Capitol Tower 6             | - Az épület bal oldalának neve Vienna Tower, a jobbé Whistler Tower. |
| 69  | Conrad Hong Kong Hotel                        |                           | 199       | 61                   | szálloda, lakóépület | 1991                                                                                                 | é. sz. 22° 16′ 36″, k. h. 114° 09′ 54″22.276744°N 114.165133°EConrad Hong Kong Hotel                             | [ 147 ] [ 148 ] |
| 70  | Queensway Government Offices                  |                           | 199       | 56                   | iroda                | 1985                                                                                                 | é. sz. 22° 16′ 40″, k. h. 114° 09′ 50″22.277778°N 114.163889°EQueensway Government Offices                       | [ 149 ] [ 150 ] |
| 71  | Le Point Tower 06                             |                           | 198       | 60                   | lakóépület           | 2008                                                                                                 | é. sz. 22° 18′ 16″, k. h. 114° 15′ 05″22.304353°N 114.251283°ELe Point Tower 6                                   | [ 151 ] |
| 71  | Le Point Tower 07                             | 198                       | 60        | lakóépület           | 2008                 | é. sz. 22° 18′ 16″, k. h. 114° 15′ 04″22.304547°N 114.251153°ELe Point Tower 7                       | [ 151 ] | |
| 73  | Bellagio Tower 6–9                            |                           | 198       | 60                   | lakóépület           | 2002                                                                                                 | é. sz. 22° 22′ 01″, k. h. 114° 03′ 40″22.366817°N 114.060972°EBellagio Tower 6–9                                 | [ 152 ] |
| 73  | The Hermitage 6–8                             | The_Hermitage_(Hong_Kong) | 198       | 49                   | lakóépület           | 2011                                                                                                 | é. sz. 22° 19′ 04″, k. h. 114° 09′ 50″22.317658°N 114.163972°EThe Hermitage 6–8                                  | [ 105 ] [ 153 ] |
| 75  | Manhattan Hill 1–2                            |                           | 198       | 51                   | lakóépület           | 2006                                                                                                 | é. sz. 22° 20′ 03″, k. h. 114° 08′ 32″22.334106°N 114.142236°EManhattan Hill 1–2                                 | [ 154 ] [ 155 ] |
| 76  | The Merton 1                                  |                           | 197       | 59                   | lakóépület           | 2005                                                                                                 | é. sz. 22° 17′ 00″, k. h. 114° 07′ 34″22.283417°N 114.126172°EThe Merton 1                                       | [ 156 ] [ 157 ] |
| 77  | The Pacifica 1                                |                           | 197       | 50                   | lakóépület           | 2005                                                                                                 | é. sz. 22° 20′ 08″, k. h. 114° 08′ 58″22.335453°N 114.149464°EThe Pacifica 1                                     | [ 158 ] [ 159 ] |
| 77  | The Pacifica 2–5                              | 197                       | 50        | lakóépület           | 2005                 | é. sz. 22° 20′ 05″, k. h. 114° 08′ 59″22.334758°N 114.149783°EThe Pacifica 2–5                       | [ 159 ] [ 160 ]                                                                                                  | |
| 77  | The Pacifica 6                                | 197                       | 50        | lakóépület           | 2005                 | é. sz. 22° 20′ 03″, k. h. 114° 09′ 01″22.334100°N 114.150150°EThe Pacifica 6                         | [ 159 ] [ 161 ]                                                                                                  | |
| 77  | The Pacifica 7                                | 197                       | 50        | lakóépület           | 2005                 | é. sz. 22° 20′ 03″, k. h. 114° 08′ 59″22.334061°N 114.149592°EThe Pacifica 7                         | [ 159 ] [ 162 ]                                                                                                  | |
| 77  | Wharf Cable Tower                             |                           | 197       | 41                   | iroda, ipari         | 1993                                                                                                 | é. sz. 22° 22′ 23″, k. h. 114° 06′ 26″22.372972°N 114.107139°ECable TV Tower                                     | [ 163 ] [ 164 ] |
| 77  | Chelsea Court Tower North                     |                           | 197       | 59                   | lakóépület           | 2005                                                                                                 | é. sz. 22° 21′ 60″, k. h. 114° 07′ 02″22.366631°N 114.117264°EChelsea Court Tower North                          | [ 165 ] |
| 77  | Chelsea Court Tower West                      | 197                       | 59        | lakóépület           | 2005                 | é. sz. 22° 22′ 00″, k. h. 114° 07′ 01″22.366803°N 114.117017°EChelsea Court Tower West               | [ 166 ] | |
| 84  | Aigburth                                      |                           | 196       | 48                   | lakóépület           | 1999                                                                                                 | é. sz. 22° 16′ 25″, k. h. 114° 09′ 11″22.273531°N 114.153050°EAigburth Hong Kong                                 | [ 167 ] [ 168 ] |
| 85  | Vision City 2                                 |                           | 195       | 54                   | lakóépület           | 2007                                                                                                 | é. sz. 22° 22′ 12″, k. h. 114° 06′ 49″22.370139°N 114.113558°EVision City 2                                      | [ 169 ] [ 170 ] |
| 85  | Vision City 3                                 | 195                       | 54        | lakóépület           | 2007                 | é. sz. 22° 22′ 13″, k. h. 114° 06′ 50″22.370400°N 114.113775°EVision City 3                          | [ 170 ] [ 171 ]                                                                                                  | |
| 85  | Vision City 5                                 | 195                       | 54        | lakóépület           | 2007                 | é. sz. 22° 22′ 14″, k. h. 114° 06′ 51″22.370644°N 114.114133°EVision City 5                          | [ 170 ] [ 172 ]                                                                                                  | |
| 85  | Le Point Tower 08                             |                           | 195       | 59                   | lakóépület           | 2008                                                                                                 | é. sz. 22° 18′ 18″, k. h. 114° 15′ 05″22.304928°N 114.251525°ELe Point Tower 8                                   | [ 173 ] |
| 85  | Le Point Tower 09                             | 195                       | 59        | lakóépület           | 2008                 | é. sz. 22° 18′ 19″, k. h. 114° 15′ 07″22.305225°N 114.251831°ELe Point Tower 9                       | [ 173 ] | |
| 85  | Le Point Tower 10                             | 195                       | 59        | lakóépület           | 2008                 | é. sz. 22° 18′ 20″, k. h. 114° 15′ 08″22.305522°N 114.252136°ELe Point Tower 10                      | [ 173 ] | |
| 91  | Times Square Natwest Tower                    |                           | 194       | 40                   | iroda                | 1993                                                                                                 | é. sz. 22° 16′ 42″, k. h. 114° 10′ 58″22.278261°N 114.182686°ETimes Square Natwest Tower                         | [ 174 ] [ 175 ] |
| 92  | Primrose Hill Tower 3                         |                           | 193       | 58                   | lakóépület           | 2010                                                                                                 | é. sz. 22° 22′ 20″, k. h. 114° 07′ 49″22.372319°N 114.130161°EPrimrose Hill Tower 3                              | [ 176 ] |
| 93  | Vision City 1                                 |                           | 192       | 53                   | lakóépület           | 2007                                                                                                 | é. sz. 22° 22′ 11″, k. h. 114° 06′ 48″22.369694°N 114.113378°EVision City 1                                      | [ 170 ] [ 177 ] |
| 94  | 39 Conduit Road                               |                           | 192       | 42                   | lakóépület           | 2009                                                                                                 | é. sz. 22° 16′ 55″, k. h. 114° 08′ 48″22.281931°N 114.146622°E39 Conduit Road                                    | [ 178 ] |
| 95  | Banyan Garden 2                               |                           | 191       | 57                   | lakóépület           | 2003                                                                                                 | é. sz. 22° 20′ 04″, k. h. 114° 08′ 50″22.334411°N 114.147086°EBanyan Garden 2                                    | [ 179 ] [ 180 ] |
| 95  | Banyan Garden 6                               | 191                       | 57        | lakóépület           | 2003                 | é. sz. 22° 20′ 04″, k. h. 114° 08′ 53″22.334486°N 114.148025°EBanyan Garden 6                        | [ 180 ] [ 181 ]                                                                                                  | |
| 95  | Banyan Garden 7                               | 191                       | 57        | lakóépület           | 2003                 | é. sz. 22° 20′ 05″, k. h. 114° 08′ 53″22.334800°N 114.148000°EBanyan Garden 7                        | [ 180 ] [ 182 ]                                                                                                  | |
| 98  | LOHAS Park Phase 3A Hemera Tower 3            |                           | 190       | 54                   | lakóépület           | 2014                                                                                                 | é. sz. 22° 17′ 49″, k. h. 114° 16′ 13″22.297031°N 114.270228°ELOHAS Park Phase 3A Hemera Tower 3                 | - Másik neve Amber Tower. |
| 98  | LOHAS Park Phase 3A Hemera Tower 5            | 190                       | 54        | lakóépület           | 2014                 | é. sz. 22° 17′ 50″, k. h. 114° 16′ 14″22.297194°N 114.270567°ELOHAS Park Phase 3A Hemera Tower 5     | - Másik neve Topaz Tower.                                                                                        | |
| 100 | The Centrium                                  |                           | 189       | 41                   | iroda                | 2001                                                                                                 | é. sz. 22° 16′ 51″, k. h. 114° 09′ 17″22.280711°N 114.154689°EThe Centrium                                       | [ 185 ] [ 186 ] |
| 100 | The Merton 2                                  |                           | 189       | 55                   | lakóépület           | 2005                                                                                                 | é. sz. 22° 16′ 59″, k. h. 114° 07′ 34″22.283142°N 114.126231°EThe Merton 2                                       | [ 187 ] |
| 102 | Metro Town Tower 3                            |                           | 188       | 57                   | lakóépület           | 2006                                                                                                 | é. sz. 22° 18′ 16″, k. h. 114° 15′ 08″22.304378°N 114.252153°EMetro Town Tower 3                                 | [ 123 ] [ 188 ] [ 189 ] |
| 102 | Metro Town Tower 5                            | 188                       | 57        | lakóépület           | 2006                 | é. sz. 22° 18′ 14″, k. h. 114° 15′ 06″22.303983°N 114.251653°EMetro Town Tower 5                     | - Másik neve Metro Town – Tower 4.                                                                               | |
| 102 | One Exchange Square                           |                           | 188       | 52                   | iroda                | 1985                                                                                                 | é. sz. 22° 17′ 00″, k. h. 114° 09′ 31″22.283333°N 114.158475°EOne Exchange Square                                | [ 192 ] |
| 102 | Two Exchange Square                           | 188                       | 52        | iroda                | 1985                 | é. sz. 22° 17′ 02″, k. h. 114° 09′ 30″22.283850°N 114.158383°ETwo Exchange Square                    | [ 193 ] | |
| 102 | Oxford House Time Warner                      | —                         | 188       | 41                   | iroda                | 1999                                                                                                 | é. sz. 22° 17′ 13″, k. h. 114° 12′ 50″22.286828°N 114.213789°EOxford House Time Warner                           | [ 194 ] |
| 107 | Millennium City 5                             |                           | 187       | 45                   | iroda                | 2004                                                                                                 | é. sz. 22° 18′ 44″, k. h. 114° 13′ 31″22.312344°N 114.225147°EMillennium City 5                                  | [ 195 ] [ 196 ] |
| 107 | Landmark East Tower 1                         |                           | 187       | 43                   | iroda                | 2008                                                                                                 | é. sz. 22° 18′ 43″, k. h. 114° 13′ 24″22.312028°N 114.223194°ELandmark East Tower 1                              | [ 197 ] |
| 107 | Landmark East Tower 2                         | 187                       | 43        | szálloda, iroda      | 2008                 | é. sz. 22° 18′ 45″, k. h. 114° 13′ 20″22.312367°N 114.222342°ELandmark East Tower 2                  | [ 198 ] | |
| 107 | 9 Queen's Road Central                        |                           | 187       | 39                   | iroda                | 1991                                                                                                 | é. sz. 22° 16′ 49″, k. h. 114° 09′ 31″22.280303°N 114.158489°E9 Queen's Road Central                             | [ 199 ] [ 200 ] |
| 111 | Entertainment Building                        |                           | 187       | 33                   | iroda                | 1993                                                                                                 | é. sz. 22° 16′ 53″, k. h. 114° 09′ 24″22.281500°N 114.156528°EEntertainment Building                             | [ 201 ] [ 202 ] |
| 111 | Manhattan Hill 3                              |                           | 187       | 48                   | lakóépület           | 2006                                                                                                 | é. sz. 22° 20′ 05″, k. h. 114° 08′ 32″22.334644°N 114.142358°EManhattan Hill 3                                   | [ 155 ] [ 203 ] |
| 111 | Manhattan Hill 5                              | 187                       | 48        | lakóépület           | 2006                 | é. sz. 22° 20′ 06″, k. h. 114° 08′ 33″22.335089°N 114.142436°EManhattan Hill 5                       | [ 155 ] [ 204 ]                                                                                                  | |
| 111 | Manhattan Hill 6                              | 187                       | 48        | lakóépület           | 2006                 | é. sz. 22° 20′ 08″, k. h. 114° 08′ 33″22.335558°N 114.142572°EManhattan Hill 6                       | [ 155 ] [ 205 ]                                                                                                  | |
| 115 | Lippo Centre II                               |                           | 186       | 48                   | iroda                | 1988                                                                                                 | é. sz. 22° 16′ 45″, k. h. 114° 09′ 48″22.279242°N 114.163403°ELippo Centre II                                    | [ 206 ] [ 207 ] |
| 116 | The Westpoint                                 |                           | 186       | 41                   | iroda                | 1999                                                                                                 | é. sz. 22° 17′ 16″, k. h. 114° 08′ 23″22.287900°N 114.139800°EThe Westpoint                                      | [ 208 ] [ 209 ] |
| 117 | Standard Chartered Bank Building              |                           | 185       | 42                   | iroda                | 1990                                                                                                 | é. sz. 22° 16′ 48″, k. h. 114° 09′ 33″22.280072°N 114.159042°EStandard Chartered Bank Building                   | [ 210 ] |
| 117 | Sino Plaza                                    |                           | 185       | 38                   | iroda                | 1992                                                                                                 | é. sz. 22° 16′ 53″, k. h. 114° 10′ 56″22.281369°N 114.182231°ESino Plaza                                         | [ 211 ] [ 212 ] |
| 117 | Manhattan Heights                             |                           | 185       | 55                   | lakóépület           | 2000                                                                                                 | é. sz. 22° 17′ 01″, k. h. 114° 07′ 38″22.283611°N 114.127306°EManhattan Heights                                  | [ 213 ] [ 214 ] |
| 117 | AIA Central                                   |                           | 185       | 40                   | iroda                | 2005                                                                                                 | é. sz. 22° 16′ 52″, k. h. 114° 09′ 42″22.281250°N 114.161806°EAIA Central                                        | - Korábban AIG Tower. |
| 121 | Festival City III Tower 1                     |                           | 185       | 58                   | lakóépület           | 2011                                                                                                 | é. sz. 22° 22′ 16″, k. h. 114° 10′ 36″22.371147°N 114.176544°EFestival City III Tower 1                          | [ 217 ] |
| 121 | Festival City III Tower 2                     | 185                       | 58        | lakóépület           | 2011                 | é. sz. 22° 22′ 17″, k. h. 114° 10′ 37″22.371439°N 114.176936°EFestival City III Tower 2              | [ 218 ] | |
| 121 | Festival City III Tower 3                     | 185                       | 58        | lakóépület           | 2011                 | é. sz. 22° 22′ 18″, k. h. 114° 10′ 38″22.371700°N 114.177314°EFestival City III Tower 3              | [ 219 ] | |
| 121 | Festival City III Tower 5                     | 185                       | 58        | lakóépület           | 2011                 | é. sz. 22° 22′ 19″, k. h. 114° 10′ 40″22.371925°N 114.177714°EFestival City III Tower 5              | [ 220 ] | |
| 125 | Ocean Pointe                                  | —                         | 184       | 54                   | lakóépület           | 2001                                                                                                 | é. sz. 22° 21′ 57″, k. h. 114° 03′ 45″22.365700°N 114.062400°EOcean Pointe                                       | [ 221 ] [ 222 ] |
| 126 | Vision City 6                                 |                           | 183       | 50                   | lakóépület           | 2007                                                                                                 | é. sz. 22° 22′ 14″, k. h. 114° 06′ 52″22.370672°N 114.114497°EVision City 6                                      | - Másik neve Vision City Tower 5. |
| 127 | Banyan Garden 5                               |                           | 183       | 54                   | lakóépület           | 2003                                                                                                 | é. sz. 22° 20′ 03″, k. h. 114° 08′ 53″22.334061°N 114.147981°EBanyan Garden 5                                    | [ 180 ] [ 224 ] |
| 128 | Three Pacific Place                           | —                         | 182       | 40                   | iroda                | 2004                                                                                                 | é. sz. 22° 16′ 36″, k. h. 114° 10′ 05″22.276778°N 114.168158°EThree Pacific Place                                | [ 225 ] [ 226 ] |
| 128 | Branksome Crest                               | —                         | 182       | 47                   | lakóépület           | 2003                                                                                                 | é. sz. 22° 16′ 22″, k. h. 114° 09′ 19″22.272875°N 114.155164°EBranksome Crest                                    | [ 227 ] |
| 130 | Convention Plaza Office Tower                 |                           | 181       | 50                   | iroda                | 1990                                                                                                 | é. sz. 22° 16′ 50″, k. h. 114° 10′ 26″22.280669°N 114.173983°EConvention Plaza Office Tower                      | [ 228 ] [ 229 ] |
| 131 | Liberté 1                                     |                           | 181       | 51                   | lakóépület           | 2003                                                                                                 | é. sz. 22° 20′ 03″, k. h. 114° 08′ 55″22.334039°N 114.148558°ELiberté 1                                          | [ 230 ] [ 231 ] |
| 131 | Liberté 2                                     | 181                       | 51        | lakóépület           | 2003                 | é. sz. 22° 20′ 03″, k. h. 114° 08′ 56″22.334067°N 114.148869°ELiberté 2                              | [ 230 ] [ 232 ]                                                                                                  | |
| 131 | Liberté 3                                     | 181                       | 51        | lakóépület           | 2003                 | é. sz. 22° 20′ 03″, k. h. 114° 08′ 57″22.334081°N 114.149181°ELiberté 3                              | [ 230 ] [ 233 ]                                                                                                  | |
| 131 | Immigration Tower                             |                           | 181       | 49                   | iroda                | 1990                                                                                                 | é. sz. 22° 16′ 47″, k. h. 114° 10′ 23″22.279722°N 114.173056°EImmigration Tower                                  | [ 234 ] [ 235 ] |
| 131 | Revenue Tower                                 |                           | 181       | 49                   | iroda                | 1990                                                                                                 | é. sz. 22° 16′ 47″, k. h. 114° 10′ 19″22.279722°N 114.171944°ERevenue Tower                                      | [ 236 ] [ 237 ] |
| 136 | AIA Tower                                     |                           | 180       | 44                   | iroda                | 1999                                                                                                 | é. sz. 22° 17′ 20″, k. h. 114° 11′ 32″22.288775°N 114.192239°EAIA Tower                                          | [ 238 ] [ 239 ] |
| 137 | The Merton 3                                  |                           | 180       | 51                   | lakóépület           | 2005                                                                                                 | é. sz. 22° 16′ 58″, k. h. 114° 07′ 36″22.282836°N 114.126603°EThe Merton 3                                       | [ 157 ] |
| 137 | Sham Wan Towers 1                             |                           | 180       | 51                   | lakóépület           | 2003                                                                                                 | é. sz. 22° 14′ 37″, k. h. 114° 09′ 31″22.243708°N 114.158486°ESham Wan Towers 1                                  | [ 240 ] [ 241 ] |
| 137 | Sham Wan Towers 2                             | 180                       | 51        | lakóépület           | 2003                 | é. sz. 22° 14′ 38″, k. h. 114° 09′ 32″22.243853°N 114.158767°ESham Wan Towers 2                      | [ 241 ] [ 242 ]                                                                                                  | |
| 137 | Sham Wan Towers 3                             | 180                       | 45        | lakóépület           | 2003                 | é. sz. 22° 14′ 38″, k. h. 114° 09′ 33″22.244008°N 114.159078°ESham Wan Towers 3                      | [ 241 ] [ 243 ]                                                                                                  | |
| 137 | Liberté 5                                     |                           | 180       | 52                   | lakóépület           | 2003                                                                                                 | é. sz. 22° 20′ 05″, k. h. 114° 08′ 57″22.334717°N 114.149111°ELiberté 5                                          | [ 230 ] [ 244 ] |
| 137 | Liberté 6                                     | 180                       | 52        | lakóépület           | 2003                 | é. sz. 22° 20′ 07″, k. h. 114° 08′ 57″22.335264°N 114.149111°ELiberté 6                              | [ 230 ] [ 245 ]                                                                                                  | |
| 143 | Banyan Garden 3                               |                           | 180       | 53                   | lakóépület           | 2003                                                                                                 | é. sz. 22° 20′ 02″, k. h. 114° 08′ 50″22.334008°N 114.147192°EBanyan Garden 3                                    | [ 180 ] [ 246 ] [ 247 ] |